# Colle Fauniera
Il Colle di Fauniera (2 481 m s.l.m.) è un valico alpino situato nelle Alpi Cozie italiane in Piemonte, collega la valle Stura di Demonte attraverso il laterale Vallone dell'Arma con la Valle Grana, entrambe in Provincia di Cuneo.

## Descrizione
Salendo dal versante di Castelmagno, a un paio di km dalla vetta, si incontra il Colle d'Esischie, da cui è possibile scendere nella confinante Valle Maira. Sulla destra orografica del colle sono presenti la Cima Fauniera e la Punta Fauniera, mentre su quella di sinistra è ben visibile la Cappelletta dell'Assunta, fatta erigere nel 1954 da Don Giulio Bruno, rettore per lunghissimo tempo del Santuario di San Magno. Poco sotto il colle, nei pressi del Rifugio Fauniera, vi è la Fonte Nera ("Font Niéra" nella locale lingua occitana), da cui nasce il torrente Grana.
Poco oltre il colle vi è il Vallone dei Morti; il suo nome è dovuto ai moltissimi soldati caduti in una sanguinosa battaglia della guerra di successione austriaca, quando nel 1744, i franco-spagnoli, passando attraverso i piani della Bandia, oltrepassarono il Colle Valcavera per dirigersi inutilmente ad assediare la città di Cuneo. Nel 2014, i tratti di strada che collegano il colle partendo da S.Giacomo di Demonte (Valle Stura) e dal Santuario di Castelmagno (Valle Grana) cessano di essere di servitù militare attraverso l'Atto Ufficiale di Acquisizione dall'Esercito Italiano ai Comuni di Demonte e Castelmagno.

## Ciclismo
È stato scalato una sola volta al Giro d'Italia, esattamente nel 1999 (con successiva discesa verso Demonte) nella tappa Bra - Borgo San Dalmazzo, vinta dal bergamasco Paolo Savoldelli. In quell'occasione Marco Pantani scattò in salita, conquistando al termine della tappa la Maglia rosa, fino a quel giorno sulle spalle di Laurent Jalabert.
Al Giro 2001 doveva essere scalato durante la tappa Imperia - Santuario di Sant'Anna di Vinadio in cui sarebbe stato anche Cima Coppi, ma i ciclisti scioperarono dopo le perquisizioni antidoping della sera prima e la corsa fu annullata. Tuttavia alcuni anni dopo, nel 2003, la salita venne effettuata nella sua quasi totalità dagli atleti che a 1,5 km dallo scollinamento deviarono il loro percorso sul vicino Colle d'Esischie.
Sulla sommità del Colle di Fauniera è stato posizionato un monumento in ricordo di Marco Pantani  che nel Giro del 1999 fu autore di una memorabile tappa che lo portò a conquistare la maglia rosa a Borgo San Dalmazzo.

### Caratteristiche
È classificabile come una salita alpina lunga e impegnativa, dall'importante dislivello e dall'elevata quota altimetrica raggiunta, con pendenze che raramente scendono sotto  il 10% e si spingono sino al 15%. La discesa del Fauniera è considerata invece una delle più tecniche delle Alpi, dove lo stesso Savoldelli costruì buona parte del suo successo di tappa nel 1999..

## Galleria d'immagini

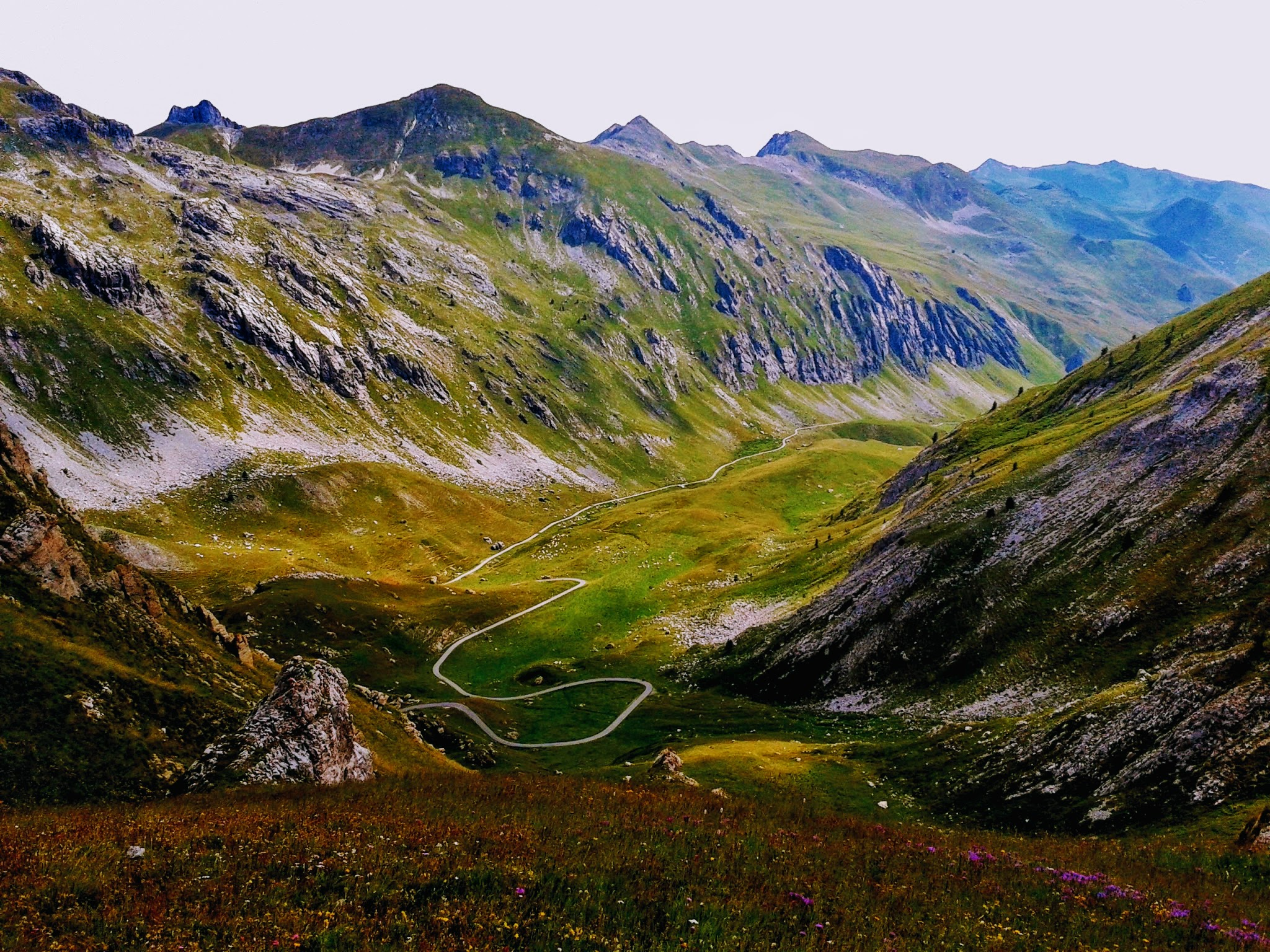
Colle Valcavera
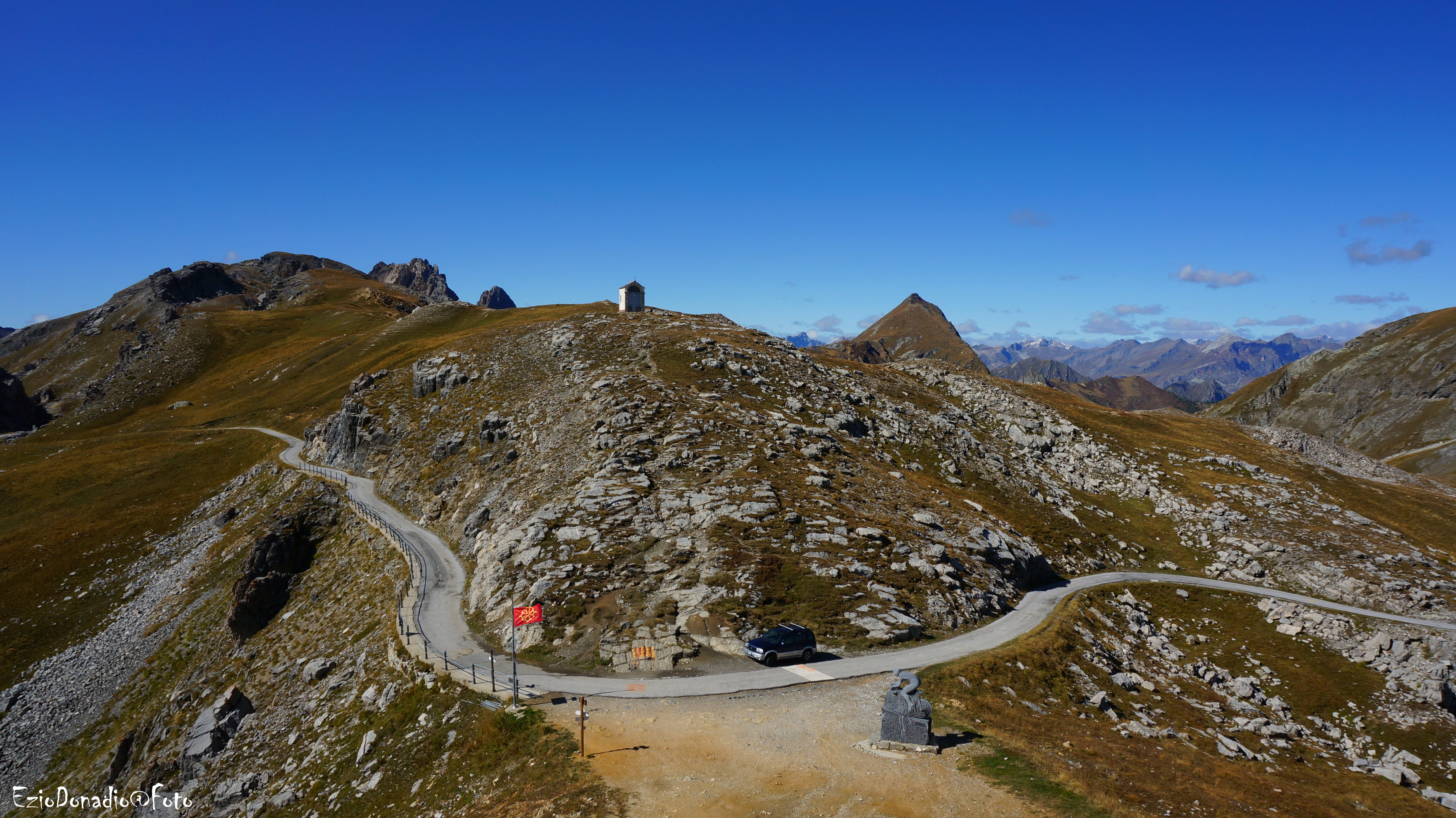
Vista dall'alto sul Colle Fauniera
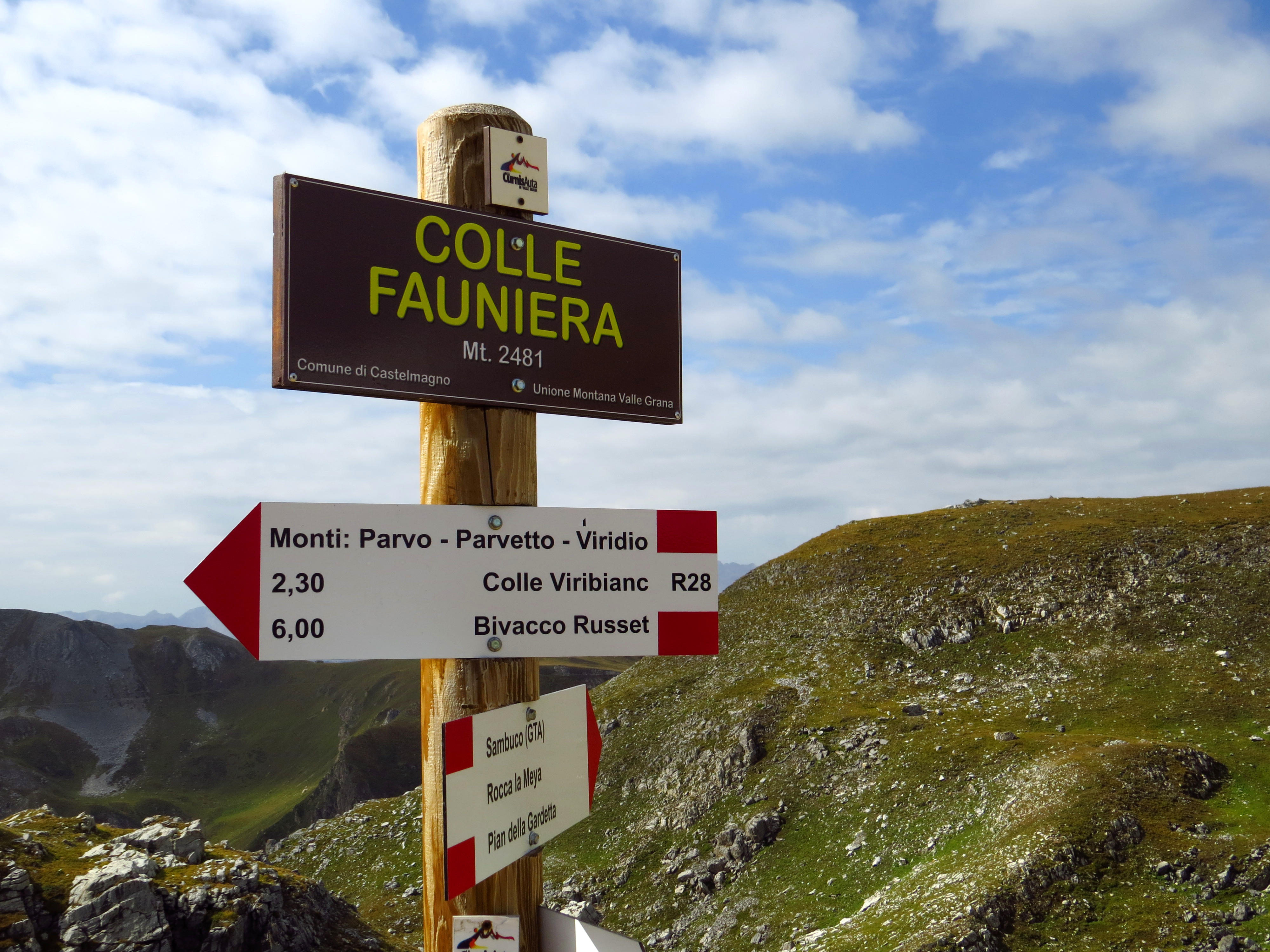
Segnaletica escursionistica
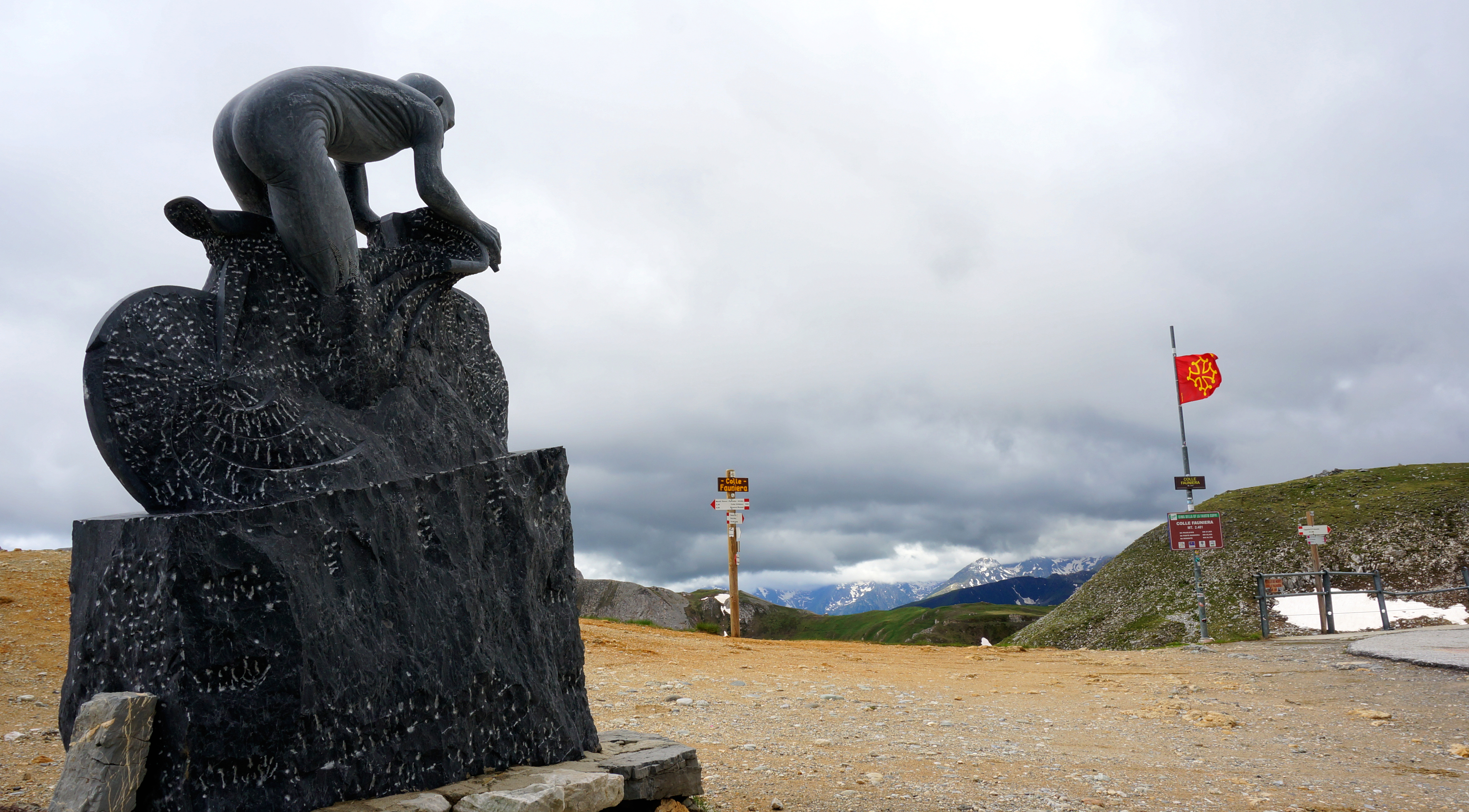
Il monumento a Pantani
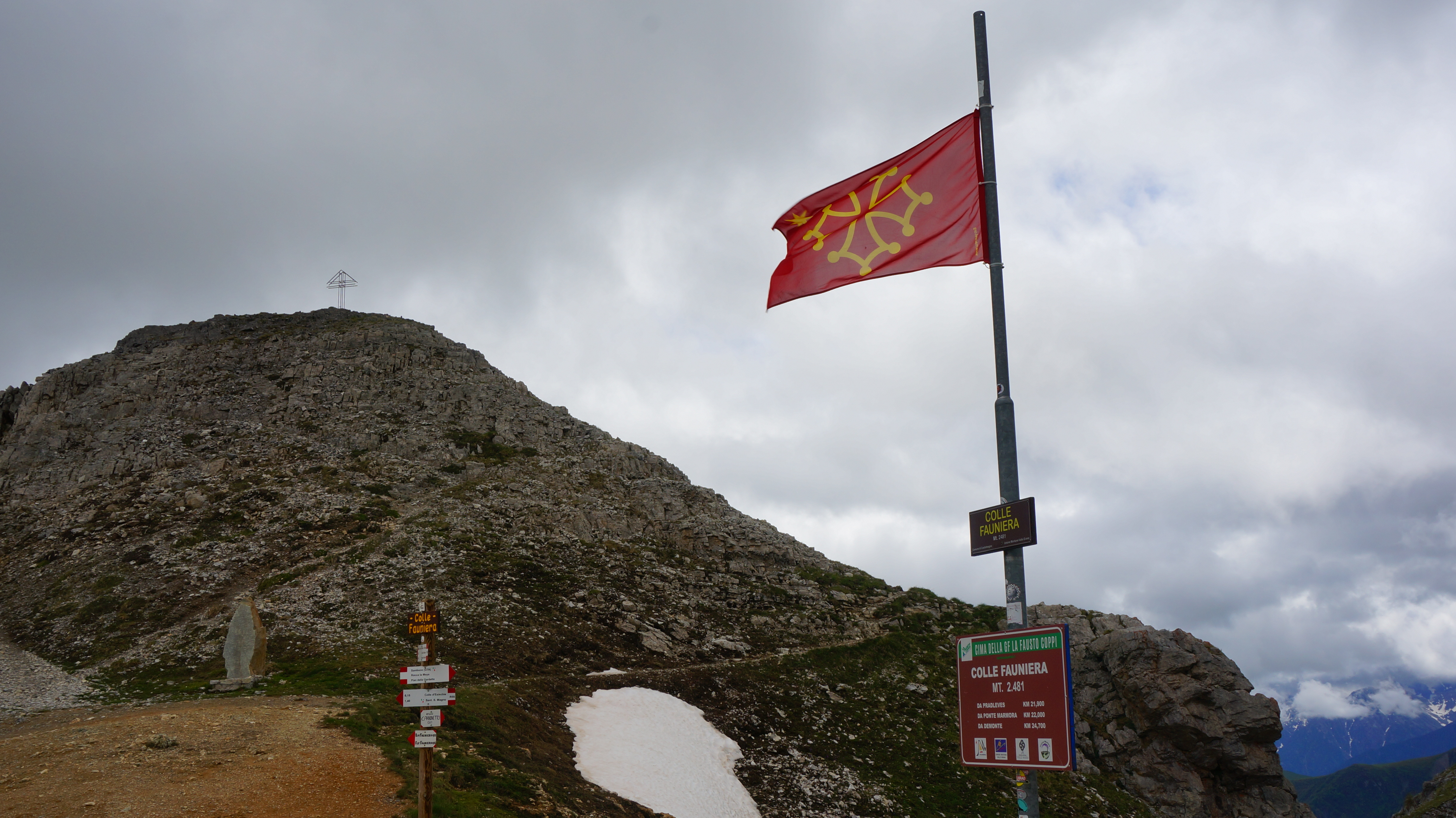
Colle Fauniera valico occitano
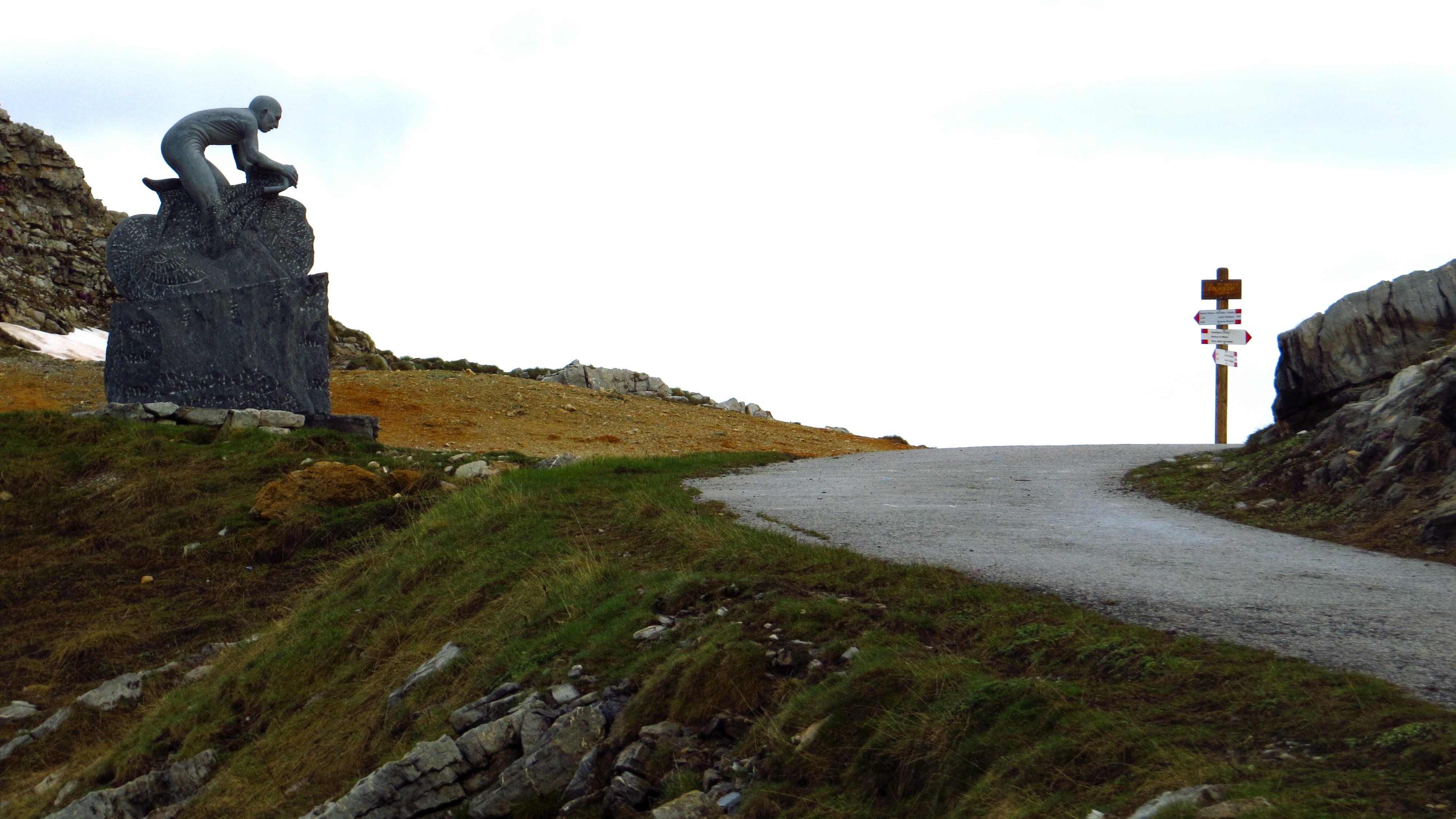
Arrivo al Colle
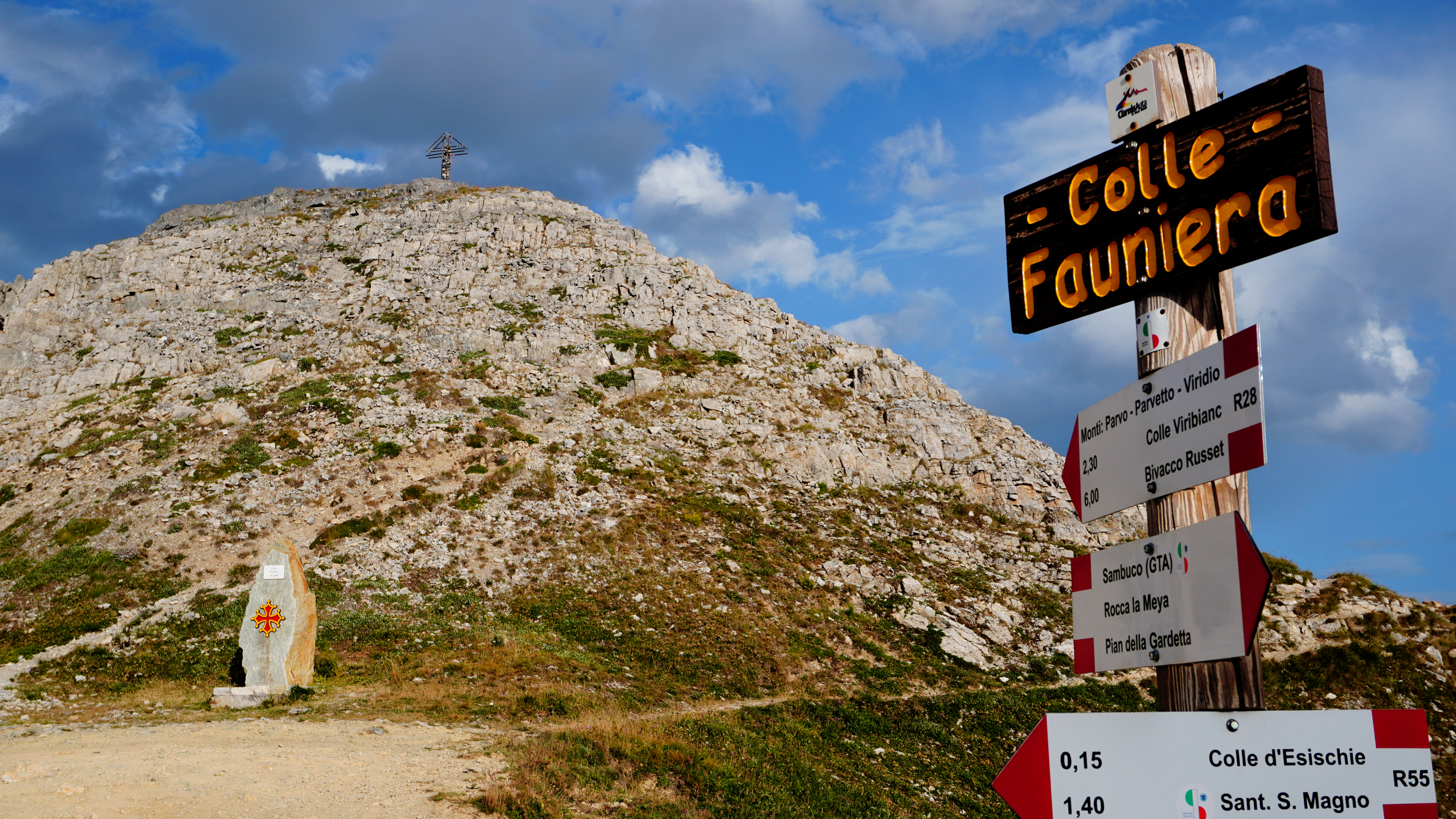

## Voci correlate

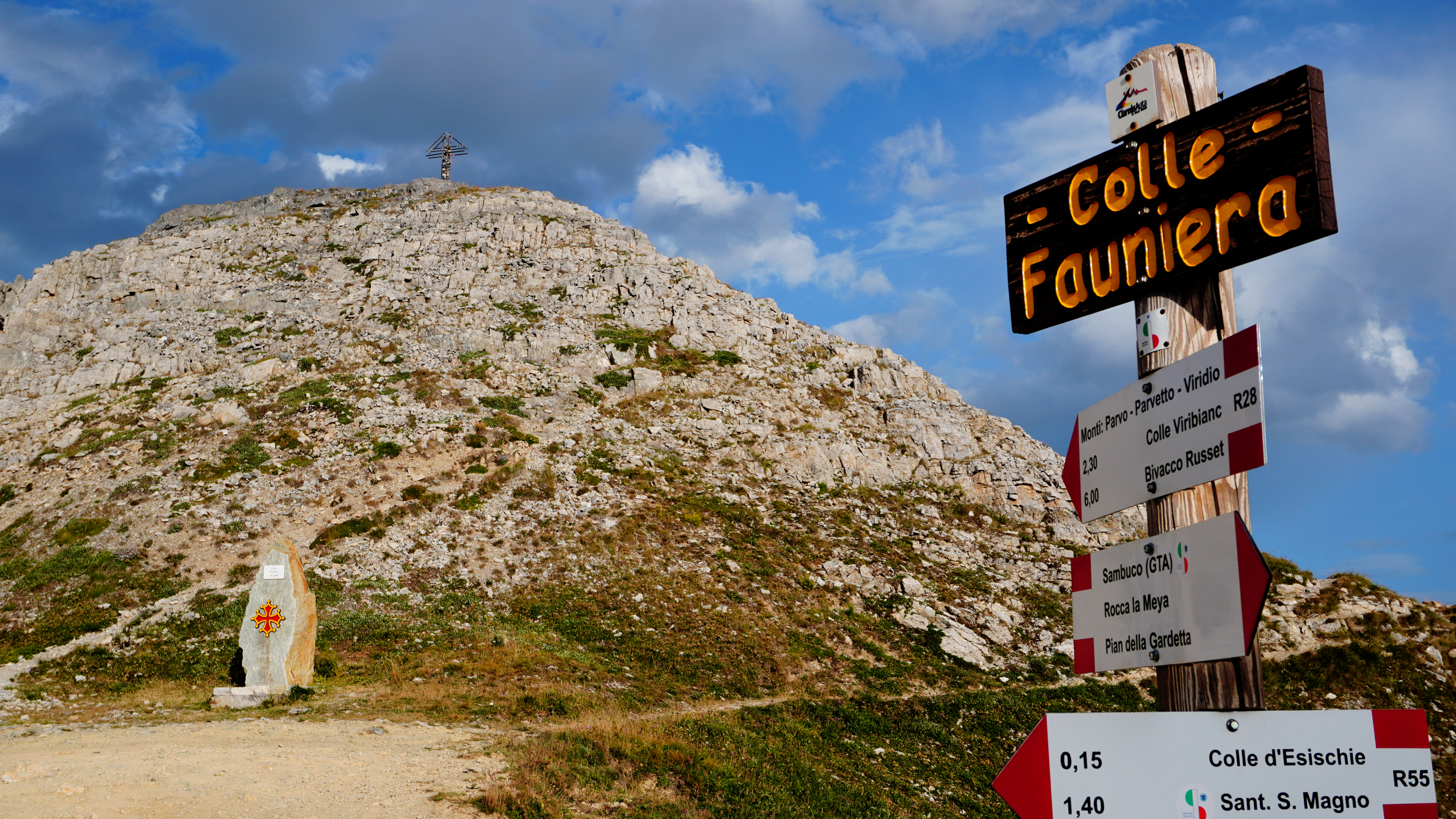